# Saxifraga luteopurpurea
Saxifraga luteopurpurea är en stenbräckeväxtart som beskrevs av Philippe Picot de Lapeyrouse. Saxifraga luteopurpurea ingår i Bräckesläktet som ingår i familjen stenbräckeväxter. Inga underarter finns listade i Catalogue of Life.